# Polecký vrch
Polecký vrch (německy Spitzberg, 1121 m n. m.) je hora na Šumavě tyčící se 4 km jižně od Borových Lad a 25 km západo-jihozápadně od Prachatic. Jeho svahy jsou zalesněny smrčinou s příměsí buku, jeřábu a javoru. Na jižní straně vrcholové plošiny stojí výrazný mrazový srub.

## Přístup
Na Polecký vrch nevedou žádné turistické cesty, jen neznačené průseky. Nejjednodušší přístup vede ze zaniklé osady Polka po modře značené Střední cestě, kterou kopíruje i cyklotrasa č. 1039. Z ní u rozcestí Větrná skála odbočuje doprava postupně zarůstající průsek, který po 600 metrech končí na vrcholu. Tato cesta měří 4 km s převýšením 300 metrů. Druhou možností je pokračovat kolem Větrné skály dál a odbočit až po dalším kilometru. Nejprve na lesní cestu a potom na dobře schůdný průsek, který vede na vrchol od západu. Tato cesta je o 1,5 km delší, ale schůdnější a méně strmá.

## Vedlejší vrcholy
K Poleckému vrchu patří i tři vedlejší vrcholy přesahující výšku 1000 m. Jsou jimi:
- Polecký vrch – V vrchol (1108 m)[2] – nevýrazná vyvýšenina ve V hřebeni asi 700 m od Poleckého vrchu, smíšený porost, bez výhledu
- Polecký vrch – SV vrchol (1077 m)[5] – mírně zvýšený konec SV rozsochy V vrcholu, zalesněn, bez výhledu, k S a SV se svažuje do údolí Teplé Vltavy; na vrcholu malá skalka
- U Diany (1002 m)[6] – závěr V hřebene Poleckého vrchu, od něj asi 1900 m, na SV od bývalé osady Nová Polka; zalesněno, u lesní cesty na Borová Lada upravený pramen U Diany

## Polecká nádrž
Pod jižním svahem stojí splavovací Polecká nádrž, postavená v roce 1839 ke zlepšení stavu vody pro plavení palivového dřeva z okolních lesů. Nádrž má zhruba obdélníkový půdorys se stranami 230 x 150 metrů a voda z ní odtéká Poleckým potokem do Teplé Vltavy.